# تایرا نو کیوموری
تایرا نو کیوموری (به ژاپنی: 平 清盛 Taira no Kiyomori)؛(مارس ۱۱۸۱- تولد ۱۱۱۸) سامورایی، کوگیو (منصب وابسته به دربار)، دایجو-دایجین (صدراعظم)، رهبر خاندان تایرا در اواخر دوره هی‌آن و در اوایل جنگ گنپی در ژاپن بود.

## شجره‌نامه
اجداد: امپراتور کانمو (پنجاهمین امپراتور ژاپن) －کازوراواراشینو－تاکامیئو－تایرا نو تاکاموچی－تایرا نو کونیکا－تایرا نو ساداموری－تایرا نو کوره‌هیرا－تایرا نو ماسانوری－تایرا نو ماساهیرا－تایرا نو ماساموری－تایرا نو تاداموری－تایرا نو کیوموری